# Comuna de Czarne
Czarne (polaco: Gmina Czarne) (Alemão: Hammerstein) é uma gminy (comuna) na Polónia, na voivodia de Pomerânia e no condado de Człuchowski. A sede do condado é a cidade de Czarne.
De acordo com os censos de 2004, a comuna tem 9355 habitantes, com uma densidade 39,8 hab/km².

## Área
Estende-se por uma área de 234,9 km², incluindo:
- área agricola: 37%
- área florestal: 52%

## Demografia
Dados de 30 de Junho 2004:
|                      | Total   | Total | Mulheres | Mulheres | Homens  | Homens |
| -------------------- | ------- | ----- | -------- | -------- | ------- | ------ |
|                      | pessoas | %     | pessoas  | %        | pessoas | %      |
| População            | 9355    | 100   | 4805     | 51,4     | 4550    | 48,6   |
| Densidade (pop./km²) | 39,8    | 100   | 20,5     | 20,5     | 19,4    | 19,4   |

De acordo com dados de 2002, o rendimento médio per capita ascendia a 1377,45 zł.

## Comunas vizinhas
- Człuchów, Debrzno, Okonek, Rzeczenica, Szczecinek